# Kapela, Lika
Kapela, gorski masiv med Gorskim kotorjem in Liko na Hrvaškem.
Kapela leži med Mrkopaljskim (Mrkopalj) in Ravnogorskim poljem (Ravna Gora) na severozahodu ter med Plitvičkimi jezeri in Koreničkem polju (Korenica) na jugovzhodu, v dolžino meri 100 km. To prostrano planinsko področje, pokrito z gozdovi in pašniki, zavzema okoli 4650 km² površine. Na prevalu Kapela (Vrh Kapele, 887 mnm) se deli na nižjo in daljšo Malo Kapelo z najvišjim Seleškim vrhom (1279 mnm) in višjo Veliko Kapelo z najvišjim 1536 mnm visokim vrhom Bjelolasica, ki je obenem tudi najvišji vrh Kapele. Izrazita skalnata površina je zgrajena  iz apnenca in dolomitov. Gorsko podnebje prinaša kratka poletja ter dolge in ostre zime. Padavin je največ na začetku zime (november, december). Kljub letnemu povprečju 2.000 do 3.500 mm padavin pa je pokrajina zaradi kraškega terena brez vode.